# Nesolestes pulverulans
Nesolestes pulverulans är en trollsländeart som beskrevs av Maurits Anne Lieftinck 1965. Nesolestes pulverulans ingår i släktet Nesolestes och familjen Megapodagrionidae. Inga underarter finns listade i Catalogue of Life.